# Kaundinya
Kaundinya (sanscrito: कौण्डिन्य, Kaundinya, pāli: Kondañña; fl. VI secolo a.C.) è stato un monaco buddhista indiano nel sangha (comunità) del Gautama Buddha; fu il primo a diventare un arhat (santo).
Noto anche come Ajnata Kaundinya (sanscrito: अज्ञात कौण्डिन्य, Ājñātakauṇḍinya, pāli:Anna Kondañña), visse nel corso del VI secolo a.C. in quella regione ora chiamata Uttar Pradesh e Bihar, in India.

## Introduzione
Kaundinya era un bramino che si distinse per la sua padronanza nella conoscenza dei Veda. Fu poi nominato studioso alla corte del re Suddhodana del regno Sakya nella città di Kapilbastu. Fu l'unico che predisse inequivocabilmente la nascita del principe Siddharta, principe che sarebbe diventato il Buddha l'illuminato, al quale prometterà di diventare suo discepolo.
Nei sei anni di pratica ascetica Kaundinya e altri quattro seguirono Siddhartha; ma lo lasciarono disgustati nel momento in cui Siddhartha abbandonò la pratica della mortificazione di sé. Dopo l'Illuminazione, Siddartha parlò per la prima volta di dharma con i cinque asceti (il Dhammacakkappavattana Sutta riporta questo suo discorso): tra loro,  Kaundinya comprese per primo l'insegnamento, divenendo così il primo bhikkhu e il primo arhat.

## Il primo discepolo
Kaundinya venne considerato come il più importante dei primi cinque discepoli del Buddha, per poi viaggiare in tutta l'India a diffondere il dharma. Tra i suoi più autorevoli convertiti alla dottrina, vi fu suo nipote Punna, che il Buddha riconobbe come il primo predicatore del Dharma. Nei suoi ultimi anni, si ritirò sull'Himalaya precedendo la morte del Buddha.
Le precedenti rinascite del Kaundinya sono descritte in diversi racconti nella letteratura buddhista. In essi aveva giurato che nelle precedenti rinascite sarebbe stato il primo a comprendere il dharma nel momento in cui questo fosse stato rivelato da un Buddha illuminato. Fu documentato inoltre che i semi della sua relazione con il Gautama Buddha come primo santo fossero stati coltivati in precedenti esistenze, in cui si erano incontrati.

## Primi anni
Kaundinya nacque prima della nascita del Siddharta da una ricca famiglia brahmina nella città di Donavatthu, nei pressi di Kapilbastu. In giovane età studiò approfonditamente i tre testi principali dei Veda, eccellendo nella scienza della fisionomia (lakhana-manta).
Kaundinya divenne un giovane bramino nella città di Kapilbastu nel Sakya, regno del re Suddhodana. Fu uno dei cinque studiosi che furono invitati alla corte reale per predire il destino del principe ereditario Siddhartha durante la sua cerimonia di battesimo. Siddhartha era il primo bambino nato a Suddhodana dalla Regina Maya in venti anni di matrimonio, per cui l'evento era di grande interesse. Tutti circondarono di attenzione il piccolo, e gli studiosi sollevando due dita fecero una duplice previsione: Siddhartha sarebbe potuto diventare un Chakravarti (re supremo) oppure avrebbe rinunciato al mondo per diventare un supremo leader religioso. Kaundinya, alzando un dito indicò il suo nome nella previsione, l'unico che esplicitamente previde che Siddharta avrebbe rinunciato al mondo per diventare un Buddha.

## Rinuncia e ascetismo
All'età di 29 anni, Siddharta rinunciò al mondo per diventare un asceta. Kaundinya, insieme a Bharika, Baspa, Mahanama e Aśvajit, lo seguì nella vita ascetica, con l'approvazione del Suddhodarna, preoccupato per la sicurezza del Siddhartha. Erano conosciuti come il Gruppo dei Cinque o Pañcavaggiyā o Pancaka Bhadravargiya o Gruppo dei cinque fortunati. Siddhartha, dominò tutti gli insegnamenti dell'Arada Kalama e successivamente quelli dell'Udraka Ramaputra, iniziando la pratica di mortificazione di Sé con Kaundinya e i suoi quattro discepoli di Uruvilva. Seguirono Siddharta nella speranza che divenisse un illuminato attraverso la mortificazione del Sé. Queste pratiche consisteva nell'auto-privazione di cibo e acqua, nell'esporsi alle intemperie e alle esperienze di pre-morte, il tutto, per sei anni. Dopo questo periodo di tempo Siddharta rifiutò la pratica l'auto-mortificazione. Kaundinya e gli altri quattro discepoli vissero una profonda esperienza di disillusione, credendo che Siddharta volesse ritornare nella vita mondana, per cui si allontanarono rifugiandosi, per continuare le loro pratiche, a Mrgadava (l'attuale Isipatana), nei pressi di Varanasi.

## L'illuminazione del Buddha
Dopo che Siddhartha divenne l'illuminato Gautama Buddha, Kaudinya cercò di trovare i suoi ex insegnanti Arada Kalama e Udraka Ramaputra, ma erano morti. Il Buddha decise di ritrovare Kaundinya e i suoi discepoli per condividere i suoi insegnamenti. Ma Kaundinya e i suoi compagni, dopo l'abbandono dell'ascetismo da parte di Siddhartha erano scettici di Gautama Buddha, e inizialmente si rifiutò di riconoscere la sua presenza, se non per offrirgli un posto a sedere per terra. Tuttavia, gli asceti vennero presto riconquistati da Siddhartha quando intuirono il profondo cambiamento del Buddha da quando lo avevano lasciato. Gautama Buddha predicò il Dhammacakkappavattana Sutta (Pali,. Skt, Dharmacakra Pravartana Sutra), il primo discorso dopo aver raggiunto l'illuminazione, che trattava delle Quattro nobili verità e del Nobile Sentiero, pilastri fondamentali dell'insegnamento buddhista sulla sofferenza intrinseca dell'esistenza e di come trascenderla. Kaundinya raggiunse il Sotapatti (flusso del vincitore) una specifica fase dell'asctismo, diventando il primo uomo a comprenderne gli insegnamenti. Il Buddha lo riconobbe osservando: ... annasi vata bho Kondanno ... (che significa: ... hai capito, Kondanna ... ). Cinque giorni dopo, comprendendo la successiva Anattalakkhana Sutta (discorso sulle caratteristiche del non-se) , o impotenza dell'anima (Anātman), Kaundinya si guadagnò pienamente la condizione di Santo. Kaundinya diventa così il primo santo buddista (arahant). Avendo realizzato la condizione di santo (arahanthood), chiese al Buddha il permesso di ritirarsi dal mondo, che gli venne concesso con le parole ... ehi bhikkhu .... Kaundinya divenne così il primo bhikkhu in deroga del Buddha, noto come il primo membro del Sangha o comunità buddhista. Successivamente, il gruppo del monastero Jetavana dichiarò che lui fu per molto tempo il primo fra i monaci e il primo fra i discepoli.

## Dopo l'illuminazione
Dopo la nascita del Sanga, o comunità Buddhista, Kaundinya e gli altri monaci viaggiarono con il Buddha a piedi attraverso la pianura del Gange, tra l'attuale Bihar e l'Uttar Pradesh per diffondere il Dharma. Kaundinya contribuì a convertire molte persone all'insegnamento del Buddha, il più importante dei quali fu suo nipote Punna, figlio di sua sorella Mantani. Ciò avvenne mentre il Buddha era a Rajgir, dove era andato subito dopo aver prima comunicato la sua realizzazione, al fine di onorare la promessa di mostrare i suoi insegnamenti al re Bimbisāra. Nel frattempo, Kaundinya tornò nella sua città natale di Kapilavastu e ordinò Punna monaco. Quando Punna raggiunse la condizione di Santo, 500 dei suoi allievi diventarono monaci. Punna fu in seguito riconosciuto dal Buddha come il più importante dei discepoli nell'abilità di diffondere il dharma.
Come per diversi monaci anziani del Gautama Buddha, alcuni degli scritti e dei discorsi Kaundinya e altri monaci sono registrati nella letteratura. A lui è attribuita una poesia di sedici versi presente nel Theragatha. Il primo di questi si dice che siano stati recitati dal Sacca in lode al Kaundinya, dopo il Kaundinya aveva predicato le Quattro Nobili Verità al Sacca. In altri versetti, Kaundinya è mostrato ammonire i monaci che si erano allontanati dalla dottrina buddista. Venne riconosciuto anche per le sue lotte contro il Māra, il demone che tentò di impedire al Buddha l'Illuminazione. Kaundinya venne anche elogiato dal Buddha nell'Udana, una sezione del Canone pāli, osservando la sua liberazione dalla distruttività del desiderio.
Dopo un aver passato un certo periodo di tempo nella comunità buddhista (sangha), Kaundinya si ritirò alle falde dell'Himalaya dove passò gli ultimi dodici anni di vita. La letteratura buddhista considera due i motivi di questa scelta: la prima è che Kaundinya considerava la sua presenza una fonte di disagio per Śāriputra e Moggallana, i due principali discepoli del Buddha. Come membro senior della comunità, Kaundinya conduceva i monaci al rito dell'elemosina, ma durante i discorsi sul Dharma, i due discepoli principali erano seduti su entrambi i lati del Buddha, mentre Kaundinya sedeva dietro di loro. I due si sentivano a disagio davanti a Kaundinya, così decise di risolvere il problema andandosene. L'altro motivo del congedo del Kaundinya era il suo desiderio di passare più tempo nella pratica religiosa, resa difficile a causa l'attenzione che la comunità richiedeva.
Secondo il Samyutta Nikaya, Kaundinya si ritirò sulle rive del Lago Mandakini nella foresta Chaddanta, dimora dei Paccekabuddhas. Si disse che gli 8.000 elefanti presenti nella foresta si alternavano per soddisfare le sue necessità di approvvigionamento. Prima di andarsene, Kaundinya baciò i piedi del Buddha e lo accarezzò con le mani. Consigliava ai suoi discepoli di non piangerlo almeno per una mattinata, prima che lui tornasse nella foresta. Al momento della sua morte Kaundinya venne cremato su un grande rogo di sandalo, costruito con l'aiuto degli elefanti, mentre la cerimonia venne presieduta da Anuruddha, uno dei dieci principali discepoli, assieme ad altri cinquecento monaci. Le ceneri vennero successivamente portate a Veluvana, dove vennero versate in stupa d'argento.

## Rinascite precedenti e future
In linea con la dottrina buddista sulla reincarnazione, nei testi buddhisti sono descritte le vite precedenti del Kaundinya. Mostrano ripetutamente un tema caro al Kaundinya, ossia l'aver visualizzato nelle vite precedenti inclinazioni religiose, molte delle quali prevedevano esperienze con le analoghe vite precedenti del Buddha. Si tratta di un tema comune tra i principali discepoli, ognuno dei quali ebbe molti incontri con il futuro Gautama Buddha, ed è coerente con i concetti buddisti sul karma e sulla causa ed effetto. Si dice nel Theravada, che il Kaundinya iniziò il cammino verso l'illuminazione ai tempi del 13º Buddha, Padumuttara Buddha. Figlio di un ricco capofamiglia di Hamsavati, Kaundinya vide il monaco, primo discepolo del Buddha Padmuttara. Nella vita precedente il Kaundinya pose le basi per l'esistenza del Buddha e della comunità sangha e predisse che sarebbe diventato il primo discepolo di un futuro Buddha. Si dice che Padumuttara abbia profetizzato la realizzazione di questo nell'era del Gautama Buddha, per un tempo di 1.000 eoni nel futuro. Dopo la morte del Padmuttara Buddha, il Kaundinya costruì una camera ingioellata all'interno del cetiya (memoriale) in cui erano conservate le reliquie e fece un'offerta in gioielli. L'Apadana offre una variante a questa reincarnazione. Afferma che il Kaundinya fosse stato il primo ad offrire un pasto a Padumuttara diventando un deva del mondo mitico di Tuṣita. Si dice inoltre che durante il tempo del Buddha Vipassi, il Kaundinya fosse un padrone di casa di nome Mahakala che offrì al Buddha i primi frutti del suo campo. Il Mahāvastu spiega l'origine del voto di Kaundinya nel raggiungere la condizione di santità nella sua definitiva rinascita. Questo racconto afferma che in una vita precedente era un vasaio di Rajgir. Un Paccekabuddha che soffriva di attacchi di bile cercò rifugio nella capanna del vasaio e guarì. Con il tempo, molti Paccekabuddhas vennero a visitare la capanna del vasaio in cerca di informazioni sullo stato di salute dei loro amici. Il vasaio gli chiese chi di loro aveva realizzato per primo il dharma, domanda che il paziente rispose in senso affermativo. Allora il vasaio fece il suo voto.